# Kloster Marienthal (Hamminkeln)

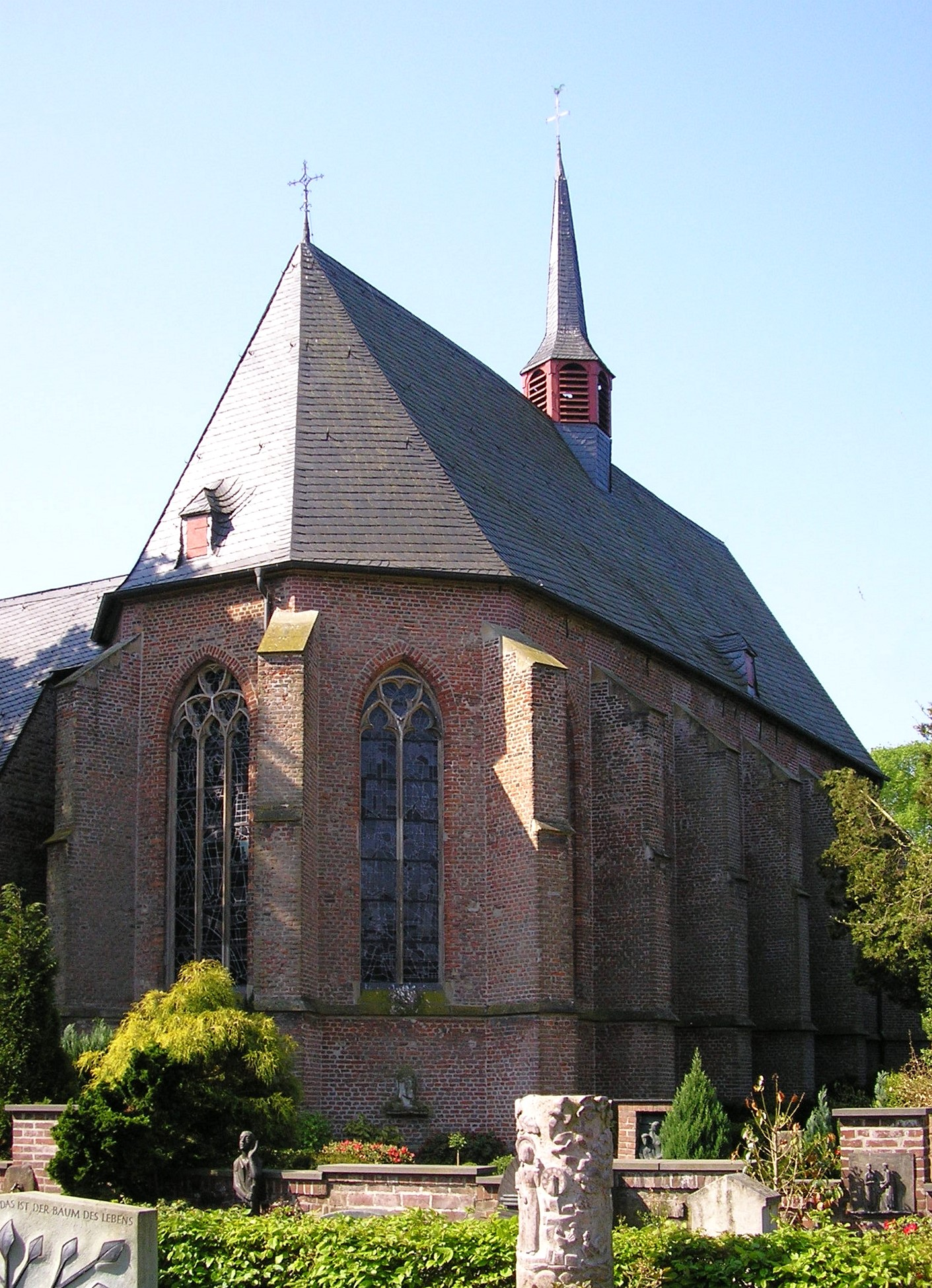
Die Klosterkirche zu Marienthal

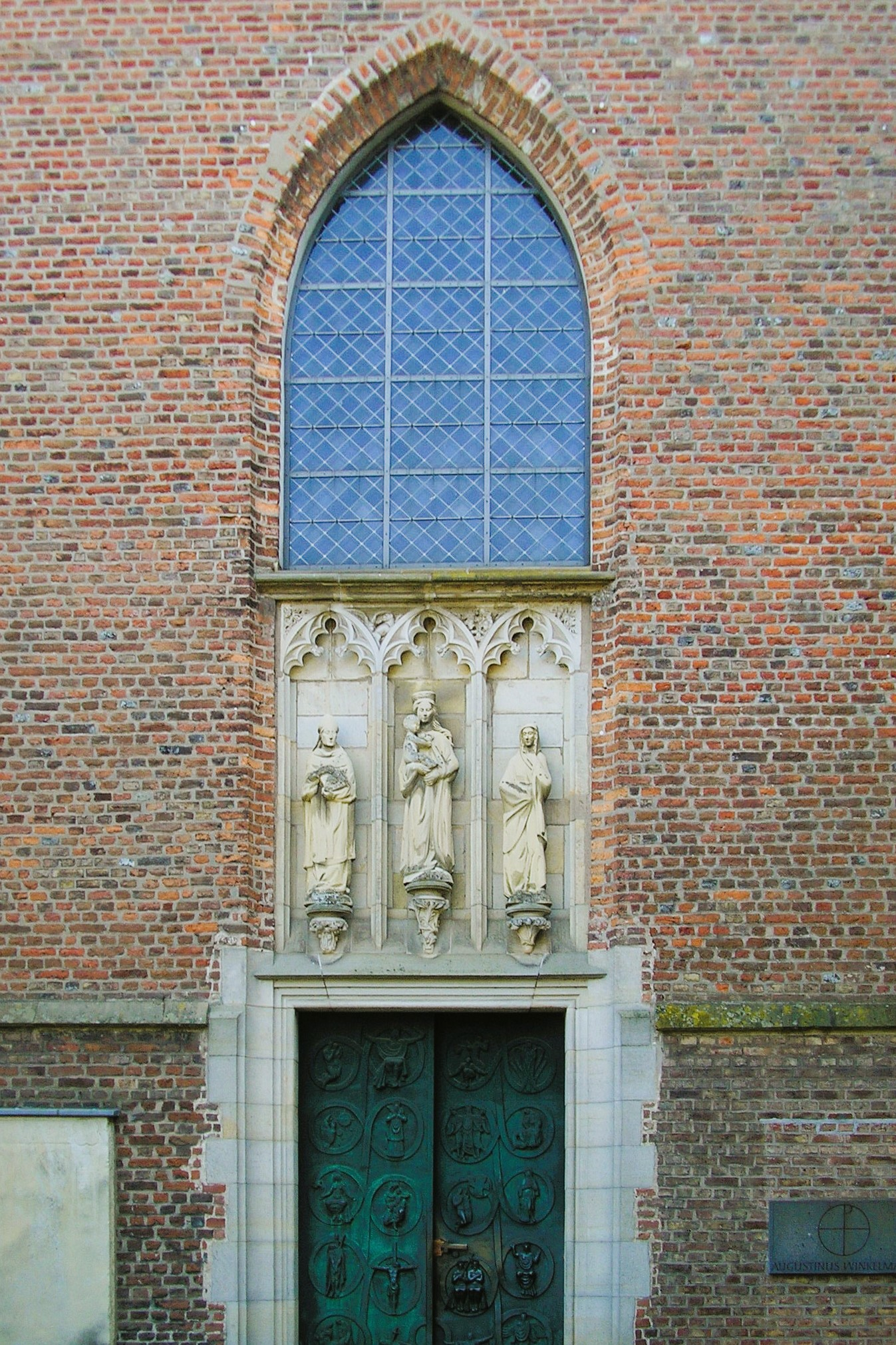
Die Westfassade

Kloster Marienthal ist ein ehemaliges und das vermutlich erste Kloster der Augustiner-Eremiten im deutschsprachigen Raum sowie heutiges Karmeliterkloster. Im Jahre 1986 wurde von der Niederdeutschen Provinz der Karmeliten eine Neugründung des Klosters vorgenommen. Neben dem Kloster ist die Kirche eine römisch-katholische Pfarr- und Klosterkirche in Hamminkeln-Marienthal (Kreis Wesel).

## Geschichte
1256 holte der Ritter Sueder aus Ringenberg Augustiner-Eremiten auf seine Besitzungen und stiftete ihnen ein Kloster an der Issel, das Oratorium Ten Beylar. Dieses war allerdings durch den Fluss hochwassergefährdet, so dass man eine Umsiedlung in das nahe gelegene heutige Marienthal beschloss. Marienthal ist damit das älteste Kloster der Augustiner-Eremiten in Deutschland. Die Augustiner waren vermutlich aus Klöstern des heute niederländisch-belgischen Gebietes gekommen. Die Klosterkirche St. Mariä Himmelfahrt wurde 1345 geweiht und ist ein in den Formen der niederrheinischen Spätgotik errichteter einschiffiger Backsteinbau mit 5/8-Chorschluss. Sie ist als Bettelordenskirche mit einem kleinen Dachreiter ausgestattet.
Des Reichsdeputationshauptschluss von 1803 hatte das Kloster zur Säkularisation bestimmt. 1806 kam es zur Aufhebung. Die Generaldomänendirektion des Großherzogtums Berg, die sich seit 1807 um die Verwertung des Klosterbesitzes kümmerte, ließ die Klostergüter verpachten, große Teile der Klosteranlagen abbrechen und das Klosterinventar verkaufen. Vom ehemaligen Kreuzgang hat sich südlich der Kirche ein Flügel des 17. Jahrhunderts erhalten, in welchem sich ein Glasfenster von Heinrich Campendonk befindet.
1839 wurde Marienthal eine selbstständige Pfarrgemeinde und die Klosterkirche Pfarrkirche. Nach ihrer Patronin, der heiligen Maria, erhielt sie den Namen Mariä Himmelfahrt. Im Jahr 1924 wurde Augustinus Winkelmann zum Pfarrer von St. Maria Himmelfahrt im bäuerlich geprägten Marienthal berufen. Schwerpunkte seiner sechsundzwanzigjährigen Tätigkeit waren die kirchliche Jugendarbeit sowie die Heranführung zeitgenössischer Künstler an den sakralen Raum und die Erneuerung der kirchlichen Kunst. Zahlreiche junge Künstler, insbesondere des Rheinischen Expressionismus kamen nach Marienthal und schufen Werke in der Kirche, in den ehemaligen Mönchszellen und auf dem Friedhof. Die vielen künstlerischen Grabmäler zeigen, dass auch die Kirchengemeinde die Ideen Winkelmanns mittrug. In der Zeit des Nationalsozialismus bot Winkelmann mit Berufsverbot belegten Künstlern Arbeitsmöglichkeiten.
Marienthal entwickelte sich in einem Vierteljahrhundert zum bedeutenden Ort sakraler Kunst am Niederrhein.
Im Jahr 1986 übernahmen Karmeliter die Pfarrseelsorge und begründeten ein neues Kloster.

## Heutiges Karmeliterkloster
Genau 180 Jahre nach der Säkularisation und der Aufgabe des Klosters Marienthal durch den Orden der Augustiner-Eremiten, wurde 1986 eine Neugründung eines Konventes vorgenommen. Karmeliter der damaligen Niederdeutschen Ordensprovinz mit Sitz in Duisburg bezogen die noch vorhandenen Klosteranlagenteile des vermutlich ersten Augustinerklosters im deutschsprachigen Raum. Von dem Gründungskonvent, bestehend aus drei Patres und einem Bruder, lebt heute nur noch ein Bruder. Sie übernahmen im Jahre 1986 die gesamte Pfarrseelsorge und führten seitdem unter anderem in Nachbarpfarren Vertretungen durch. Zwischenzeitlich war das Kloster Marienthal Provinzialwohnsitz  der Niederdeutschen Ordensprovinz.
Zudem befand sich in Marienthal das Ausbildungshaus der Niederdeutschen Karmelitenordensprovinz. Auch wurden und werden in Marienthal immer wieder Exerzitien durchgeführt.
Heute ist das Kloster Marienthal die nördlichste Niederlassung der im Jahre 2012 vereinigten Deutschen Karmelitenprovinz, mit Sitz in Bamberg. Derzeit gehören dem Konvent in Marienthal fünf Ordensleute an, die gemeinsam die Pfarrgemeinde Marienthal, eine der kleinsten im Bistum Münster, leiten und auch andere Aufgaben in der Umgebung wahrnehmen.

## Architektur
In der Westfassade der Kirche befindet sich unter einem gotischen Spitzbogenfenster eine dreigeteilte Blende, die oberhalb des Portals eingelassen ist. In ihr befinden sich in Maßwerknischen drei Sandsteinfiguren, die 1939 geschaffen wurden. In der Mitte steht die hl. Maria mit dem Jesuskind, rechts die heilige Monika und links ihr Sohn, der heilige Augustinus. Sie ersetzen teilweise verwitterte Figuren aus dem 15. Jahrhundert, die sich heute im Kircheninneren befinden.
Das Chorgestühl an beiden Seiten der Chorwände und eine Kreuzigungsgruppe an der rechten Langhauswand lassen sich in die Zeit um 1450 datieren. 1925 wurden bei Restaurierungsarbeiten Gewölbemalereien aus der Zeit nach 1450 entdeckt und im Chor teilweise freigelegt. Die Deckenmalerei links im Chor zeigt die Abbildung einer Kirche mit Rundbogenfenstern, die auf die erste Kirche des Klosters in ten Bylar hinweisen könnte. Im Langhaus wurden bei späteren Arbeiten 1968/1969 Rankenmalereien gefunden, die die Schlusssteine umgeben sowie im zweiten und dritten Joch Secco-Malereien, die Christus als Weltenrichter und musizierende Engel zeigen.

## Glocken
Als Bettelordenskirche ist die Klosterkirche Marienthal mit einem kleinen Dachreiter ausgestattet. In ihm hängen zwei Glocken nachgegossen bei der Firma Petit & Gebr. Edelbrock in Gescher im Jahre 1970, da zuvor die zwei alten Glocken im Krieg vermutlich eingeschmolzen wurden. Die erste Glocke trägt den Namen „Augustinus“, hat einen Durchmesser von 544 mm und den Schlagton f’’. Die zweite Glocke trägt den Namen „Ave Maria“, hat einen Durchmesser von 470 mm und den Schlagton as’’.

## Künstler und Kunstwerke in Marienthal
- Ludwig Baur: Ausgestaltung von drei Klosterzellen (1933)
- Hildegard Bienen: Tür der Friedhofskapelle; Madonna mit Kind (Bronzeplastik, 1971), Grabsteine auf dem Friedhof
- Dominikus Böhm: Hochaltar
- Heinrich Campendonk: Glasfenster im Kreuzgang „Kreuzabnahme“ (1926/1927)
- Heinrich Dieckmann: Chorfenster „Der Auferstandene“ (1926), wurde 1927 auf der großen Juryfreien Kunstausstellung in Berlin gezeigt
- Trude Dinnendahl-Benning: Glasfenster „Vertreibung aus dem Paradies“ (1949)
- Almuth Lütgenhaus: Bronzeplastik „Jesus und Johannes“
- Helmuth Macke: Klosterzelle „Hl. Franziskus“ (Fresko) (1927)
- Hein Minkenberg: Grabstein „Der Sämann“
- Edwin Scharff: Ambo, Taufbrunnen (1941/42); Bronzeportal der Kirche „Credo“ (1945/1949)
- Eugen Senge-Platten: Pfortenengel (1937)
- Josef Strater: Tau-Kreuz im Kreuzgang (1928); Kreuzwegstationen und Schutzmantelmadonna (Fresken, 1932)
- Johann Tefert: Christuskopf in der Kirchenmauer (1937)
- Jan Thorn Prikker: Oberlichtfenster in einer Kreuzgangzelle (1928)
- Anton Wendling: drei figürliche Kirchenfenster: „Verkündigung an Maria“, „Geburt Christi“, „Kreuzabnahme“ (1926 oder 1927); zwei Ornamentfenster (davon eines nach Kriegszerstörung nicht wiederhergestellt);[2] Glasmosaik an der Nordwand (1954); zwei Kirchenfahnen[3]
- Hein Wimmer: Tabernakel (mit einem Pfingst-Zitat von Herman Schell)
- Jupp Rübsam: Statue Hl. Josef (1930; Lindenholz), drei Figuren der Portalkrönung der Pfarrkirche (Hl. Augustinus, Madonna, Hl. Monika; 1937–1939; Sandstein)
- Carl van Ackeren: Kruzifixus aus Kupfer, 1937 gefertigt, seit 1938 in Marienthal; Osterlamm aus Kupfer, Datum unbekannt[4]